# Virus d'ARN bicatenari
Els virus ARN bicatenari (dsRNA) són un grup divers de virus d'ARN que varien molt quant a l'hoste (humans, animals, plantes, fongs i bacteris), nombre de segments genòmics (d'un a dotze) i organització de virions (nombre-T, capes de la càpsida o torretes). Els membres d'aquest grup inclouen els rotavirus, coneguts globalment com una causa habitual de la gastroenteritis en infants, o el virus de la llengua blava, un patogen del bestiar boví i oví amb un impacte sobre l'economia.
Els virus amb genomes d'ARN bicatenari són actualment classificats en sis famílies: les dels reovírids, els birnavírids, els totivírids, els partitivírids, els hipovírids i els cistovírids. D'aquestes sis famílies, la dels reovírids és la més gran i més diversa en termes de varietat d'hostes.
En els últims anys s'ha aconseguit dissenyar noves estratègies o agents antivírics basats en l'assemblatge de les partícules d'aquests virus, les seves interaccions amb les cèl·lules, i la partenogènesi vírica.